# 432. pehotni polk (Wehrmacht)
432. pehotni polk (izvirno nemško Infanterie-Regiment 432) je bil eden izmed pehotnih polkov v sestavi redne nemške kopenske vojske med drugo svetovno vojno.

## Zgodovina
Polk je bil ustanovljen 1. oktobra 1940 kot polk 11. vala na vadbišču Bergen z reorganizacijo delov 469. in 489. pehotnega polka; polk je bil dodeljen 131. pehotni diviziji.
1. aprila 1942 je bil v bojih uničen III. bataljon.
15. oktobra istega leta je bil polk preimenovan v 432. grenadirski polk.